# Теолинська сільська рада
Тео́линська сільська́ ра́да — адміністративно-територіальна одиниця та орган місцевого самоврядування в Монастирищенському районі Черкаської області. Адміністративний центр — село Теолин.

## Загальні відомості
- Населення ради: 613 особи (станом на 2001 рік)

## Населені пункти
Сільській раді були підпорядковані населені пункти:
- с. Теолин

## Склад ради
Рада складалась з 12 депутатів та голови.
- Голова ради: Подолянюк Василь Васильович
- Секретар ради: Подолянюк Наталія Володимирівна

### Керівний склад попередніх скликань
| Прізвище, ім'я, по батькові | Основні відомості                                                         | Дата обрання | Дата звільнення |
| --------------------------- | ------------------------------------------------------------------------- | ------------ | --------------- |
| Подолянюк Василь Васильович | Сільський голова, 1965 року народження, освіта вища, безпартійний         | 26.03.2006   | 31.10.2010      |
| Подолянюк Василь Васильович | Сільський голова, 1965 року народження, освіта вища, член Партії регіонів | 31.10.2010   |                 |

Примітка: таблиця складена за даними сайту Верховної Ради України

### Депутати
За результатами місцевих виборів 2010 року депутатами ради стали:

#### За суб'єктами висування
| Суб'єкт висування           | Кількість обраних депутатів | %    |
| --------------------------- | --------------------------- | ---- |
| Партія регіонів             | 6                           | 50   |
| Самовисування               | 5                           | 41,7 |
| Комуністична партія України | 1                           | 8,3  |

#### За округами
| № округу                    | Прізвище, ім'я, по батькові     | Дата визнання обраним | Освіта             | Партійна приналежність            | Відомості про обраного депутата                   |
| --------------------------- | ------------------------------- | --------------------- | ------------------ | --------------------------------- | ------------------------------------------------- |
| Комуністична партія України |                                 |                       |                    |                                   |                                                   |
| 3                           | Мельник Микола Олександрович    | 10.11.2010            | середня            | член Комуністичної партії України | підприємець                                       |
| Партія регіонів             |                                 |                       |                    |                                   |                                                   |
| 2                           | Рибчинський Андрій Миколайович  | 10.11.2010            | середня            | член Партії регіонів              | фермерське господарство «Нова Україна», охоронець |
| 4                           | Полянська Ганна Іванівна        | 10.11.2010            | вища               | член Партії регіонів              | фермерське господарство «Теолинське», бухгалтер   |
| 5                           | Поміркований Григорій Іванович  | 10.11.2010            | середня            | член Партії регіонів              | пенсіонер                                         |
| 7                           | Бояр Руслан Тадейович           | 10.11.2010            | середня            | член Партії регіонів              | тимчасово не працює                               |
| 8                           | Кравчук Олесь Іванович          | 10.11.2010            | середня спеціальна | член Партії регіонів              | фермерське господарство «Нова Україна», охоронець |
| 12                          | Подолянюк Наталія Петрівна      | 10.11.2010            | середня спеціальна | член Партії регіонів              | Поштове відділення, начальник                     |
| Самовисування               |                                 |                       |                    |                                   |                                                   |
| 1                           | Гайдук Марія Петрівна           | 10.11.2010            | середня            | член Комуністичної партії України | пенсіонер                                         |
| 6                           | Барчук Наталія Миколаївна       | 10.11.2010            | вища               | член Партії регіонів              | дитячий садок, завідувач                          |
| 9                           | Подолянюк Наталія Володимирівна | 10.11.2010            | вища               | член Партії регіонів              | Сільська рада, секретар                           |
| 10                          | Шудра Світлана Григорівна       | 10.11.2010            | середня спеціальна | позапартійна                      | продавець                                         |
| 11                          | Боровська Юлія Миколаївна       | 10.11.2010            | вища               | позапартійна                      | Сільська рада, бухгалтер                          |